# Paragus absidatus
Paragus absidatus är en tvåvingeart som beskrevs av Goeldlin 1971. Paragus absidatus ingår i släktet stäppblomflugor, och familjen blomflugor.
Artens utbredningsområde är Schweiz. Inga underarter finns listade i Catalogue of Life.